# WISE J1147−2040
WISEA J114724.10−204021.3(縮寫為WISEA 1147)是屬於長蛇座TW星協的一顆棕矮星，附近有一組非常年輕的恆星和棕矮星。這顆天體之所以引人注目，是因為它的估計質量是木星質量的6±1倍，處於流浪行星的質量範圍內。然而，它是一個自由漂浮的天體，與任何恆星系統都無關聯。
該物體是使用來自NASA的WISE（廣域紅外線巡天探測衛星）和2MASS（2微米全天巡天）資料發現的。研究人員推斷WISEA 1147很年輕，因為它是一組只有1,000萬年歷史的恒星中的一員，他們使用棕矮星演化冷卻的模型估算了它的質量：木星質量的6±1倍。